# Ed Lowe
Ed Lowe (Stamford, 24 de agosto de 2003) é um ciclista britânico.

## Carreira
Crescendo em Stamford, Lincolnshire, a primeira experiência de Lowe com o ciclismo veio através do Fenland Clarion Cycling Club. Mais tarde, ele participou de corridas de resistência regional e nacionalmente pela Bourne Wheelers antes de mudar para o ciclismo de pista em 2018.
Ele foi selecionado para o programa de aprendizagem da Equipe de Ciclismo da Grã-Bretanha (GBCT) aos 15 anos e, dois anos depois, foi inscrito no programa GBCT Júnior, tornando-se campeão europeu júnior de sprint por equipe.
Como parte do Team Inspired, ele ganhou uma medalha de ouro no Campeonato Nacional Britânico de Ciclismo de Pista de 2023 no sprint por equipe. Lowe participou de sua primeira Copa das Nações de nível elite no Canadá em abril de 2023, ajudando a equipe a ganhar uma medalha de bronze.
Ele subiu para o pódio do GBCT em outubro de 2023. Em fevereiro de 2024, ele foi um membro da equipe britânica que derrotou a China por 0,3 segundos, na final menor, para garantir o bronze no evento da Copa das Nações na Austrália. Ele seguiu esse desempenho no final do mês ao ganhar um segundo título consecutivo de sprint por equipe nacional com o Team Inspired no Campeonato Nacional Britânico de Ciclismo de Pista de 2024. Retornando ao Canadá em abril de 2024, Lowe e seus companheiros de equipe garantiram medalhas de prata na Copa das Nações, perdendo na final para a Holanda.
Em 24 de junho de 2024, Lowe foi nomeado para a equipe de sprint da Grã-Bretanha para as Olimpíadas de Verão de 2024. Nos Jogos de Paris, ele liderou a equipe, incluindo também Hamish Turnbull e Jack Carlin, para o segundo tempo de qualificação mais rápido de 41,862 segundos. Eles derrotaram a Alemanha nas semifinais, mas perderam na final para a Holanda, que estabeleceu um novo recorde mundial, deixando Lowe e seus companheiros de equipe para se contentar com a prata..